# Коморский синий голубь
Коморский синий голубь (лат. Alectroenas sganzini) — вид птиц рода синих голубей семейства голубиных. . Он занесён в Красный список исчезающих видов Международного союза охраны природы, уязвимый вид.

## Распространение и среда обитания
Обитает на Сейшелах и Коморах. Его естественная среда обитания — тропические и субтропические влажные низинные леса, мангровые леса и тропические влажные горные леса. В горах голубь встречается на высоте 500—1500 м над уровнем моря.

## Описание
Коморский синий голубь имеет длину около 27 см. Самец весит от 134 до 158 г, а самка — около 117 г. У голубя серебристо-серая голова, шея и верхняя часть груди. Перья на шее серебристо-белого цвета. Клюв зеленоватый, или жёлтовато-серый, с бледно-жёлтым или зеленовато-белым кончиком. Чёрная нижняя часть тела, а нижняя часть груди блестящая фиолетово-голубая а живот и бока более зеленовато-голубого цвета.